# Metalimnobia triocellata
Metalimnobia triocellata är en tvåvingeart som först beskrevs av Osten Sacken 1860.  Metalimnobia triocellata ingår i släktet Metalimnobia och familjen småharkrankar. Inga underarter finns listade i Catalogue of Life.